# الكومنولث الإنجليزي
الكومنوولث الإنجليزي هو نظام حكم في إنكلترا من بداية سنة 1649 كما ضم الكومنويلث أيرلندا مع اسكتلندا، أسس الاتحاد من قبل البرلمانيين بعد أن ثاروا على الملكيين وكان نظام حكم الكومنوولث شبيهًا بالنظام الجمهوري. وأدى تشكيل هذا الكومنوولث إلى الحرب الأهلية الإنجليزية الثانية كان قائد هذا الكومنويلث أوليفر كرومويل وتلاه ابنه ريتشارد كرومويل لكن بعد ذلك عاد الحكم الملكي إلى إنكلترا.

## 1649-1653

### البرلمان الأبتر
شُكل برلمان رامب (البرلمان الأبتر) من خلال تطهيرات برايد التي استهدفت أعضاء البرلمان الطويل الذين لم يدعموا الموقف السياسي للغرانديز (الضباط الكبار) في الجيش النموذجي الجديد. أصدر برلمان رامب مباشرة قبل إعدام الملك تشارلز الأول في 30 يناير1649 وبعده عددًا من القوانين البرلمانية التي وضعت الأساس القانوني للجمهورية. كانت لبرلمان رامب قوة تنفيذية وتشريعية مطلقة نتيجة إلغاء النظام الملكي ومجلس الملكة الخاص ومجلس اللوردات. تولى مجلس الدولة الإنكليزي، الذي حل محل مجلس الملكة الخاص، الكثير من الوظائف التنفيذية للنظام الملكي. واختير أعضاؤه من قبل برلمان رامب وكان معظمهم من النواب. اعتمد برلمان رامب على دعم الجيش وكانت علاقته به غير مستقرة. ألغى مجلس العموم النظام الملكي ومجلس اللوردات بعد إعدام تشارلز الأول. وأعلن أن شعب إنكلترا وكل الأراضي والمناطق التابعة لها أصبحت تحت حكم «الكومنولث»، وأنشئت بذلك الجمهورية فعليًا.

#### البنية
أزالت تطهيرات برايد جميع أعضاء البرلمان (ومن بينهم معظم أعضاء المشيخية السياسية) الذين لم يوافقوا على ضرورة محاكمة الملك. لذلك لم يبق في برلمان رامب سوى 200 عضو (أقل من نصف عدد العموم في البرلمان الطويل الأصلي). كان من بينهم: أنصار المستقلين الدينيين الذين لم يريدوا كنيسة رسمية والذين كان بعضهم متعاطفًا مع حركة ليفلرز، أعضاء المشيخية الذين أيدوا محاكمة الملك وإعدامه، وعناصر أخرى لاحقة مثل النواب المستبعدين سابقًا والذين كانوا مستعدين لشجب مفاوضات معاهدة نيوبورت مع الملك.
كان معظم أعضاء برلمان رامب من طبقة النبلاء، وكانت نسبة الأعضاء من طبقة النبلاء الأدنى والمحامين أكبر مقارنةً بالبرلمانات السابقة. وكان أقل من ربع الأعضاء من قتلة الملوك. جعل ذلك من الرامب هيئة محافظة بشكل أساسي تمنعها مصالحها الشخصية المتعلقة بملكية الأراضي القائمة والأنظمة القانونية من الاندفاع لإصلاحها.

#### المشكلات والإنجازات
عانى برلمان رامب في أول عامين من عمر الكومنولث كسادًا اقتصاديًا وواجه خطر الاجتياح من اسكتلندا وإيرلندا. قلص كرومويل والجيش من هذه الأخطار بنسبة كبيرة مع حلول عام 1653.
نشأت الكثير من الخلافات بين فصائل رامب المختلفة. أرادت بعضها جمهورية بينما فضل آخرون الحفاظ على شكل من أشكال الحكومة الملكية. اعتبرت معظم الطبقات الحاكمة التقليدية في بريطانيا برلمان رامب حكومة غير شرعية مؤلفة من قتلة الملوك وحديثي النعمة. وعلى الرغم من ذلك كانوا مدركين أن الرامب قد يكون الشيء الوحيد الذي يقف في طريق دكتاتورية عسكرية صريحة. استاءت طبقة النبلاء من الضرائب المرتفعة التي وُجهت على نحو أساسي لصالح الجيش. كانت الإصلاحات المحدودة كافية لإثارة عداء الطبقة الحاكمة لكنها لم ترضِ الراديكاليين.
على الرغم من عدم شعبيته، كان الرامب صلة وصل مع الدستور القديم وساعد في استقرار إنكلترا وجعلها آمنة عقب أكبر فترة اضطراب في تاريخها. بحلول 1653 اعترفت كل من فرنسا وإسبانيا بحكومة إنكلترا الجديدة.

#### الإصلاحات
على الرغم من الاحتفاظ بكنيسة إنكلترا، قُمعت الأسقفية وأُلغي قانون التوحيد لعام 1558 في سبتمبر 1650. تسامح برلمان رامب مع الكثير من الكنائس المستقلة بناءً على إصرار الجيش بشكل أساسي، ومع ذلك وجب على الجميع دفع ضريبة العشر للكنيسة الرسمية.
أُجريت بعض التحسينات الصغيرة على إجراءات المحاكم والقانون. فمثلًا، أُجريت كل إجراءات المحكمة باللغة الإنكليزية عوضًا عن الفرنسية القانونية أو اللاتينية. لم تجر إصلاحات واسعة على القانون العام. وأثار هذا استياء طبقة النبلاء الذين رأوا أن القانون العام يعزز مكانتهم وحقوقهم في الملكية.
أصدر الرامب عددًا من القوانين المقيِدة للسلوك الأخلاقي للناس مثل إغلاق المسارح والمطالبة الصارمة بقوانين يوم الأحد. أثار هذا عداء معظم أفراد طبقة النبلاء.

#### الإقالة
أقال كرومويل بمساعدة توماس هاريسون برلمان رامب بالقوة في 20 أبريل 1653 لأسباب غير واضحة. تقول النظريات إنه خشي أن يكون الرامب يسعى لإدامة موقعه بصفة حكومة، أو أنه يتجهز لانتخابات قد ينتج عنها أغلبية معادية للكومنولث. ظل الكثيرون من أعضاء رامب السابقين يعتبرون أنفسهم السلطة الوحيدة الشرعية والدستورية لإنكلترا. لم يوافق الرامب على حل نفسه. استندت وجهة نظر الرامب القانونية والدستورية إلى قانون امتياز تشارلز الذي يمنع حل البرلمان دون موافقته (في 11 مايو عام 1641، ما قاد إلى اعتبار الكومنولث بكامله مرحلة السنوات الأخيرة للبرلمان الطويل من وجهة نظر أغلبية أعضائه).

### برلمان بيربون، يوليو حتى ديسمبر 1653
تبع حل الرامب فترة قصيرة تفرد فيها كرومويل والجيش بالحكم. لم تملك أية جهة السلطة الدستورية اللازمة للدعوة إلى إجراء انتخابات، لكن كرومويل لم يرد أن يفرض دكتاتورية عسكرية. عوضًا عن ذلك، حكم من خلال «جمعية معينة» وظن أنها ستكون سهلة الحكم من قبل الجيش لأن ضباط الجيش هم من عينوا أعضاءها.
عارض أعضاء برلمان رامب السابقون برلمان بيربون وسخر منه الكثير من أفراد طبقة النبلاء إذ رأوا فيه تجمعًا لأشخاص «وضعاء». على الرغم من ذلك، كان أكثر من 110 من أعضائه المئة وأربعون من طبقة النبلاء الأدنى أو طبقة أعلى منها اجتماعيًا. (باستثناء بريزغود بيربون وهو تاجر معمداني سميت الجمعية باسمها المهين نسبة إليه). تمتع الكثير من أعضائها بتعليم جيد.
عكست الجمعية تنوع وجهات نظر الضباط الذين عينوها. تضمن الراديكاليون (نحو 40 عضوًا) نواة صلبة من رجال المملكة الخامسة الذين أرادوا التخلص من القانون العام ومن أي سيطرة للدولة على الدين. أراد المعتدلون (نحو 60 عضوًا) إجراء بعض التحسينات في النظام الحالي مع إمكانية ميلهم نحو الطرف الراديكالي أو المحافظ تبعًا للمشكلة المطروحة. أراد المحافظون (نحو 40 عضوًا) الحفاظ على الوضع الراهن (لأن القانون العام كان يحمي مصالح طبقة النبلاء وكانت ضريبة العشر والمحسوبية في الكنيسة مكاسب ثمينة).
نظر كرومويل لبرلمان بيربون على أنه هيئة تشريعية مؤقتة أمل أن تجري إصلاحات وتضع دستورًا للكومنولث. لكن أعضاءها كانوا منقسمين بشأن قضايا مهمة مختلفة، ولم يمتلك سوى 25 عضوًا منهم خبرة برلمانية سابقة، ومع أن بعضهم تلقى تدريبًا في القانون، لم يكن بينهم محامون مؤهلون.
يبدو أن كرومويل كان يتوقع من مجموعة «الهواة» هذه أن تقوم بالإصلاح دون إدارة أو توجيه. عندما نجح الراديكاليون في حشد الدعم الكافي لهزيمة مشروع قانون كان من شأنه أن يحافظ على الوضع القائم في الجانب الديني، تنازل المحافظون مع الكثير من المعتدلين عن سلطتهم لصالح كرومويل الذي أرسل جنودًا لإيقاف بقية أعضاء الجمعية. وعندها انتهى برلمان بيربون.

## الحماية، 1653 حتى 1659
فكك كرومويل والجيش خلال عام 1653 آلة دولة الكومنولث ببطء. حُلّ مجلس الدولة الإنكليزي، الذي أخذ الدور التنفيذي الذي شغله سابقًا الملك ومجلسه الخاص، بالقوة من قبل كرومويل في 20 أبريل، وحل محله مجلس جديد من رجال اختارهم كرومويل.